# Cuenca de Barberá
La Cuenca de Barberá (oficialmente en catalán, Conca de Barberà) es una comarca española perteneciente a la provincia de Tarragona, en la comunidad autónoma de Cataluña. Situada en el interior de la provincia, su superficie es de 650,24 km² e incluye un total de 22 municipios. La capital de la comarca es la villa de Montblanch.
En la división realizada en 1936, la comarca comprendía 23 municipios. La integración de Rojals dentro de Montblanch y de Montbrió de la Marca en el de Sarral dejó el número en 21 hasta que la nueva división comarcal de 1990 incluyó el término de Vallfogona de Riucorb.
Es una de las comarcas catalanas con mayor patrimonio monumental y natural. En 1989 se fundó la Ruta del Císter, enlazando con las comarcas de Alto Campo y Urgel donde se encuentran los monasterios cistercienses más importantes: Poblet, Santes Creus y Vallbona de las Monjas.

## Geografía
Pedro Estasén describía a la comarca de la Cuenca de Barberá como «comprendida entre las sierras del Tallat, la de Comavert y alturas de Rojals». Limita al noreste con la comarca de Noya; con las Garrigas, Urgel y la Segarra por el noroeste; al sudeste con la del Alto Campo; y con las comarcas de El Priorato y del Bajo Campo al sudoeste. Se encuentra situada en la depresión central catalana. Geográficamente está dividida en tres sectores: el formado por las cuencas de los ríos Francolí y Anguera en el que se encuentra Montblanch; la zona conocida como la Baja Segarra que puede considerarse casi como una subcomarca, especializada en la agricultura de secano; finalmente un tercer sector ubicado en las montañas de Prades. El bosque de Poblet cuenta con la mayor reserva de encinas de Cataluña además de una amplia zona forestal protegida de vegetación rica y variada y con una buena cantidad de fuentes naturales.
Presenta un clima mediterráneo. El máximo de precipitaciones se registra en primavera y otoño con unos valores medios de 550 mm. En invierno es frecuente que se produzcan periodos de niebla constante, sobre todo en las partes más profundas de la comarca. A esta niebla se la conoce como la urgellenca (urgelense en el gentilicio castellano). La temperatura máxima registrada es de 38,5 °C en el mes de julio mientras que la mínima es de -10,5 °C (febrero).

## Prehistoria
Los testimonios más relevantes de la presencia humana temprana en estos territorios corresponde al importante grupo de abrigos con arte rupestre prehistórico de dos etapas culturales bien distintas. Los más antiguos pertenecen al de los grupos cazadores-recolectores epipaleolíticos, Arte Levantino (10 000-6500 años antes del presente), una expresión pictórica figurativa (no naturalista como erróneamente se califica). Le siguieron las expresiones, también creenciales, de los grupos productores neolíticos, el denominado Arte Esquemático (6500-3200 años antes del presente), una manifestación sustentada en la abstracción.
El primer descubrimiento científico de pinturas corrió a cargo de Josep Iglésias, en el año 1927, quien junto a Salvador Vilaseca llevarían a cabo el estudio de las pinturas de: Cova de les Creus, Mas d'en Carles, Mas d'en Britus I y II y Mas de la Baridana, todas con Arte esquemático. Transcurrían varios años hasta que, en el año 1943, Salvador Vilaseca descubre el Mas d'en LLort —el primer yacimiento con Levantino— mientras el guarda forestal Josep Òdena Andreu permite el hallazgo de las pinturas del Portell de les Lletres (AE); estas últimas interpretadas equivocadamente como grabados desde 1830 por F. Torres Amat. El hijo de aquel forestal descubriría en 1950, con apenas 7 años de edad, nuevas pinturas: el Mas d'en Ramon d'en Bessó (AL).
La secuencia de hallazgos se interrumpe hasta que, en 1977, un equipo integrado por Anna Alonso, Marisa Melgarejo y Orencio Medina, reconocen una nueva figura levantina en el Mas d´en Llort. En 1989, y como resultado de varias campañas de prospección, Alexandre Grimal Navarro descubre un nuevo abrigo pintado con una docena de motivos: el Mas d'en Gran (AE), y Anna Alonso el modesto abrigo del barranco del Mal Torrent o del Mas Pas (AE), aunque este último pertenece al término de Vilaverd.
Todas estas muestras pintadas se constituyen en testimonios extraordinariamente valiosos de la capacidad intelectual humana, y por ello han sido declarados Patrimonio Mundial por la UNESCO, en 1998, bajo el nombre administrativo convencional de arte rupestre del arco mediterráneo de la península ibérica. (Fuentes: Asociación Catalana de Arte Prehistórico)

## Historia

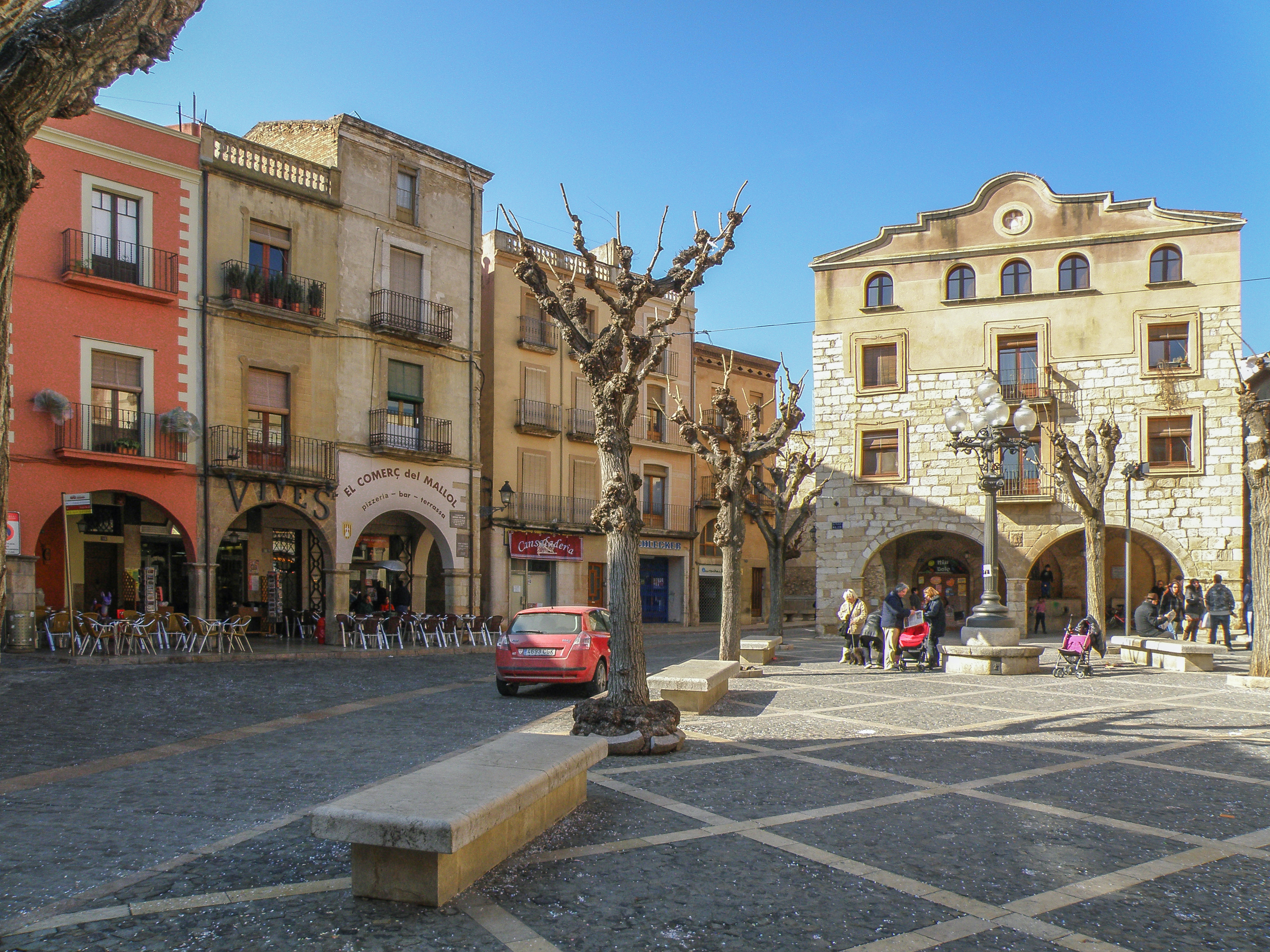
Plaza mayor de Montblanch.

Se han encontrado algunos yacimientos que demuestran que la comarca estaba ya habitada durante el neolítico. El sepulcro encontrado cerca de Pasanant es el hallazgo megalítico más meridional de todo el principado catalán. Se ha estudiado poco el periodo de la ocupación romana lo que parece indicar que no tuvo una importancia cultural destacada. Tampoco hay datos del periodo visigótico.
No quedan vestigios del periodo de la ocupación sarracena; sólo algunos topónimos como puede ser el de Vimbodí. La reconquista se inició en el siglo XI partiendo desde la zona alta del río Gayá. Durante este periodo se construyeron una serie de castillo ubicados en posiciones estratégicas de los que aún se conservan algunos restos. El gran impulsor de la repoblación del territorio fue Ramón Berenguer I. El conde cedió la posesión de los castillos a las familias que los ocupaban para que pudieran garantizar su defensa. Además, dio nuevas concesiones a sus vasallos para que se construyeran nuevas fortificaciones.

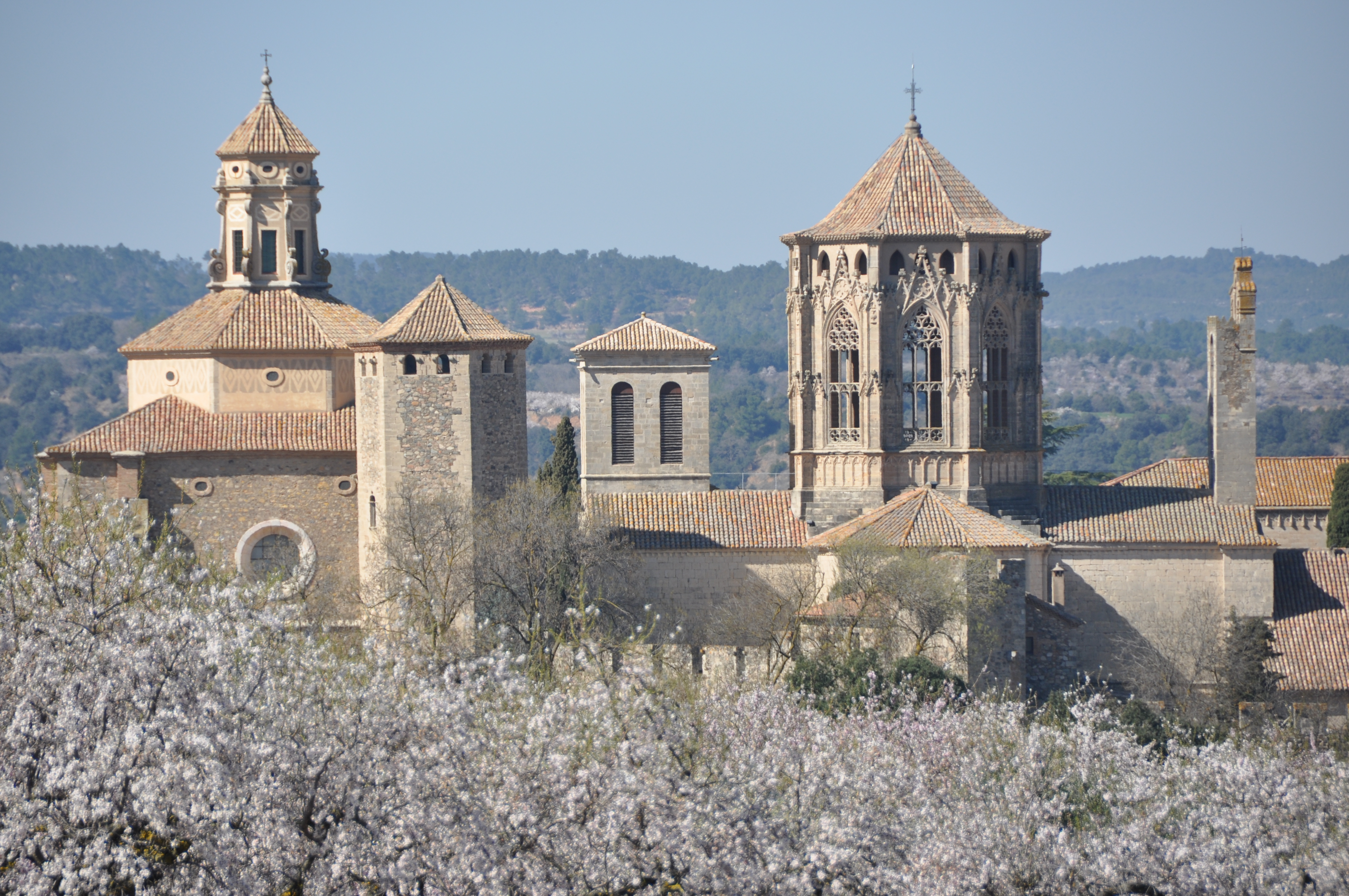
Monasterio de Poblet.

La reconquista total del territorio finalizó en 1135 con una campaña dirigida por Ramón Berenguer IV. El mismo conde cedió en 1151 unos terrenos, conocidos como el huerto de Poblet, a los monjes cistercienses para que construyeran ahí un monasterio (monasterio de Poblet). 
En el 1155 se creó la veguería de Montblanch, que fue ampliando su jurisdicción a lo largo del siglo XIII. En el siglo siguiente, los territorios de la veguería correspondían a los actuales de la comarca con la excepción de Santa Coloma que formaba parte de la de Cervera y de Vallclara que correspondía a Lérida. Los nuevos pobladores organizaron sus casas alrededor de los castillos feudales. Grandes impulsores de la organización y repoblación del territorio fueron los monasterios de Monasterio de Poblet y de Santes Creus así como las órdenes del temple y de los hospitalarios.
Montblanch se encontraba en una situación privilegiada lo que pronto la convirtió en una localidad destacada. A finales del siglo XII disponía ya de un lugar para realizar operaciones comerciales: el Mercadal. La actividad comercial de la villa se vio ampliada el siglo siguiente debido a la celebración de ferias. 
En el siglo XV la comarca se vio afectada de un modo negativo por la guerra contra el rey Juan. Muchas de las poblaciones fueron atacadas y saqueadas por las tropas realistas. El fin del conflicto trajo epidemias y hambre a la comarca que entró en un periodo de decadencia, agravado por un descenso importante de población.
Durante la Guerra de los Segadores las tierras de la Cuenca de Barberá fueron testigo de diversos enfrentamientos. Los pueblos fueron ocupados por las tropas, saqueados y destruidos. Además, una plaga de langostas azotó la comarca entre 1687 y 1688 provocando el hundimiento económico de la zona.

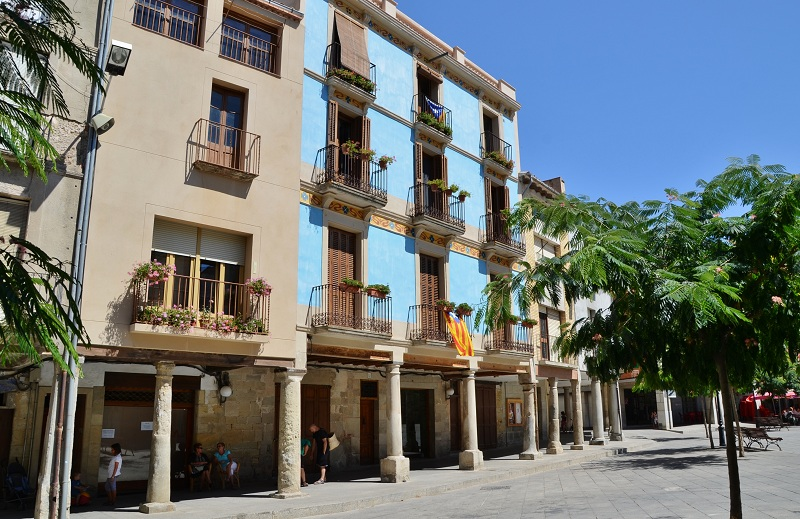
Santa Coloma de Queralt.

Durante la Guerra de sucesión la comarca entera se posicionó en favor del archiduque Carlos. Fue tomada de forma definitiva por las tropas borbónicas en 1713. Los decretos de Nueva Planta abolieron la veguería de Montblanch y pasó a depender del corregimiento de Tarragona. En el siglo XVIII la comarca empezó a recuperarse económicamente. Empezó a extenderse el cultivo de la viña.
El siglo XIX empezaba con una nueva guerra, la Guerra de la Independencia Española. Montblanch estuvo ocupada en diversas ocasiones por las tropas invasoras. En Poblet se instaló la Junta Superior del Principado desde el 3 de mayo de 1809 hasta el 23 de octubre de ese mismo año en que se trasladó a Manresa. El hecho de que las tropas se establecieran en los pueblos, los ataques de la guerrilla y los saqueos hicieron que la comarca se hundiera de nuevo en la ruina económica.
Finalizada la guerra, y sin tiempo para recuperarse, la Cuenca de Barberá se vio afectada por una nueva decisión: la supresión de los monasterios. Poblet quedó abandonado en 1822, situación que los vecinos aprovecharon para saquear el cenobio. Algunos monjes fueron encarcelados y diversos conventos asaltados y quemados. Las dos guerras carlistas afectaron poco al territorio que poco a poco se fue recuperando. En 1887 la población de la comarca llegó al máximo de toda su historia.

## Economía
La base económica de la Cuenca de Barberá es la agricultura. Los principales productos son los cereales, la viña, los almendros y los avellanos. Los cereales se cultivan casi de forma exclusiva en la zona conocida como la Baja Segarra (Baixa Segarra). El principal cultivo es el del trigo, seguido por la cebada. Hay muy poca ganadería.
El cultivo de la viña tuvo su gran expansión en el siglo XIX, coincidiendo con una plaga de filoxera que atacó los campos franceses. En una primera época, casi toda la producción se utilizaba para hacer aguardiente. Más adelante se incrementó la producción de vino. En 1893 la filoxera llegó a la comarca y muchos campos quedaron abandonados. Actualmente la producción de vino es destacada y cuenta con su propia denominación de origen.
Muy ligada al cultivo de la uva, en la comarca empezó a desarrollarse la industria vinícola. Otra de las industrias tradicionales fueron los molinos de harina y aceite. En la década de 1960 se instalaron en el área algunas industrias dedicadas a la confección. Sin embargo, el crecimiento industrial no ha sido excesivo y se concentra principalmente en Montblanch, Santa Coloma de Queralt y Espluga de Francolí.

## Rutas turísticas

### Ruta medieval
Es interesante el recorrido por los lugares que conservan un cierto sabor medieval, que han conservado murallas, portadas, castillos, palacios, iglesias de la Edad Media. Se encuentran en Vimbodí, el Monasterio de Poblet, Espluga de Francolí, Montblanch, Barberá, Sarral, Rocafort de Queralt, Conesa, Las Pilas, Biure de Gayá y Santa Coloma de Queralt.

### Ruta de los castillos
Las fortificaciones se encuentran distribuidas a lo largo de la frontera natural del río Gayá en los tiempos medievales de la Marca Hispánica, en poblaciones como Montargull, Aguiló, Santa Coloma de Queralt, Figuerola, Sant Gallard, Guialmons, Las Pilas, Biure de Gayá, Pontils, Santa Perpetua de Gayá, Seguer y Sant Magí de la Brufaganya.

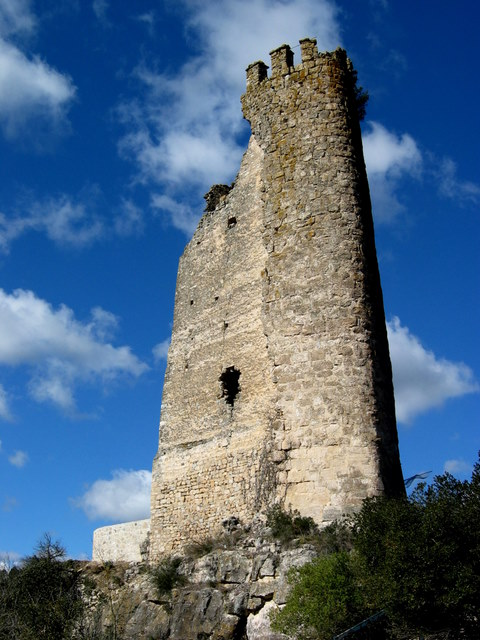
Castillo de Santa Perpetua de Gayá
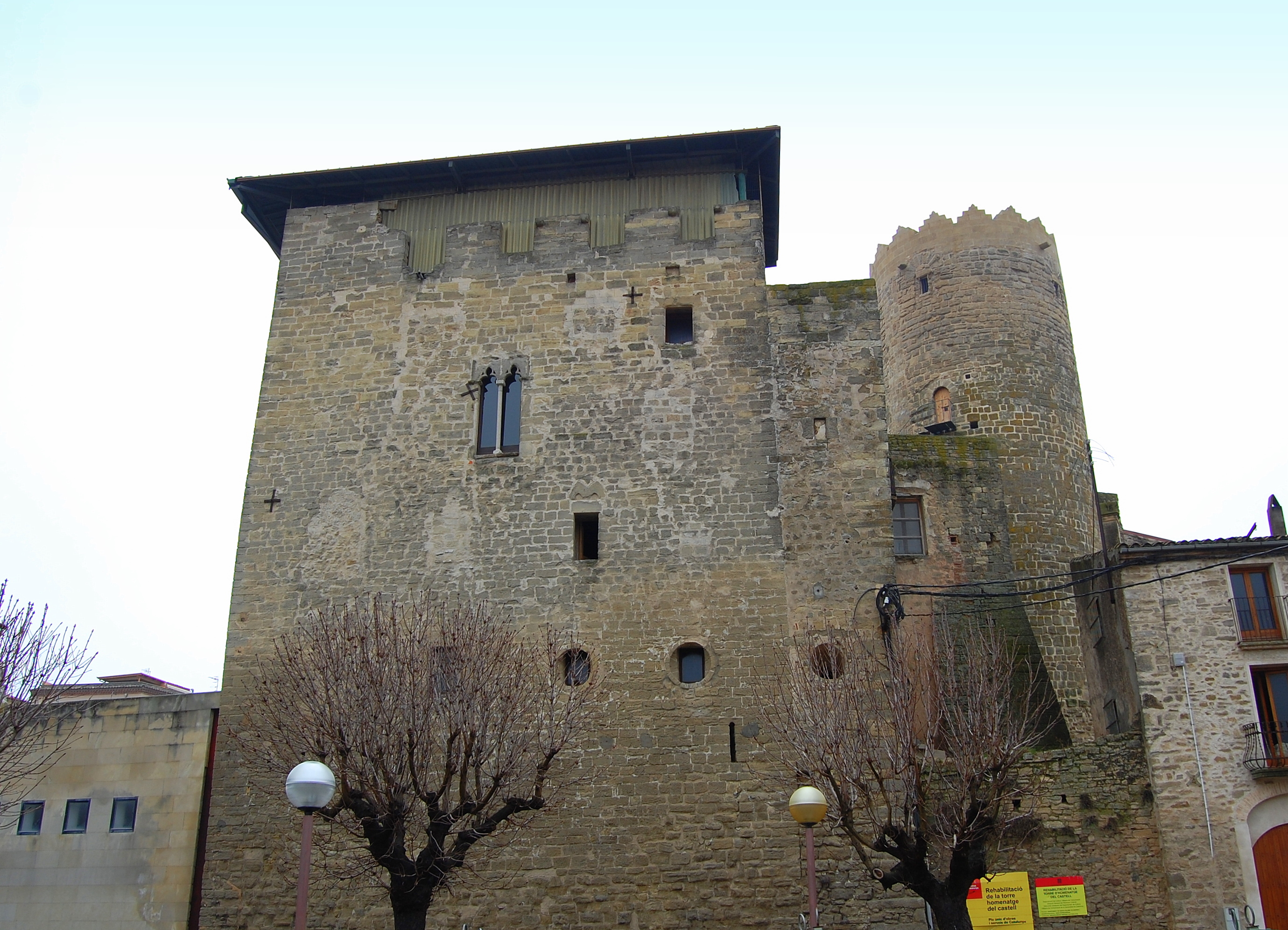
Castillo de Santa Coloma de Queralt
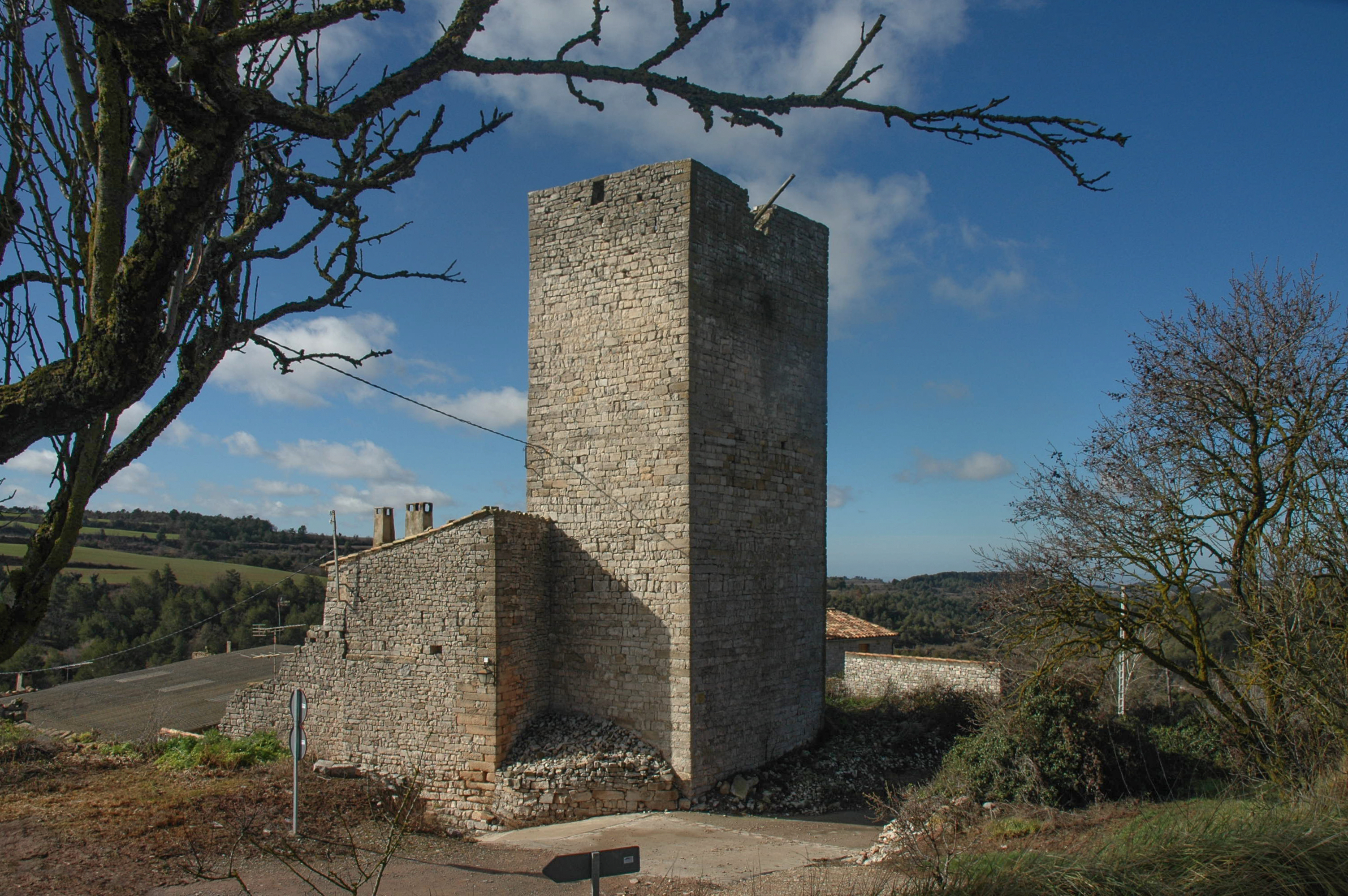
Castillo de Glorieta
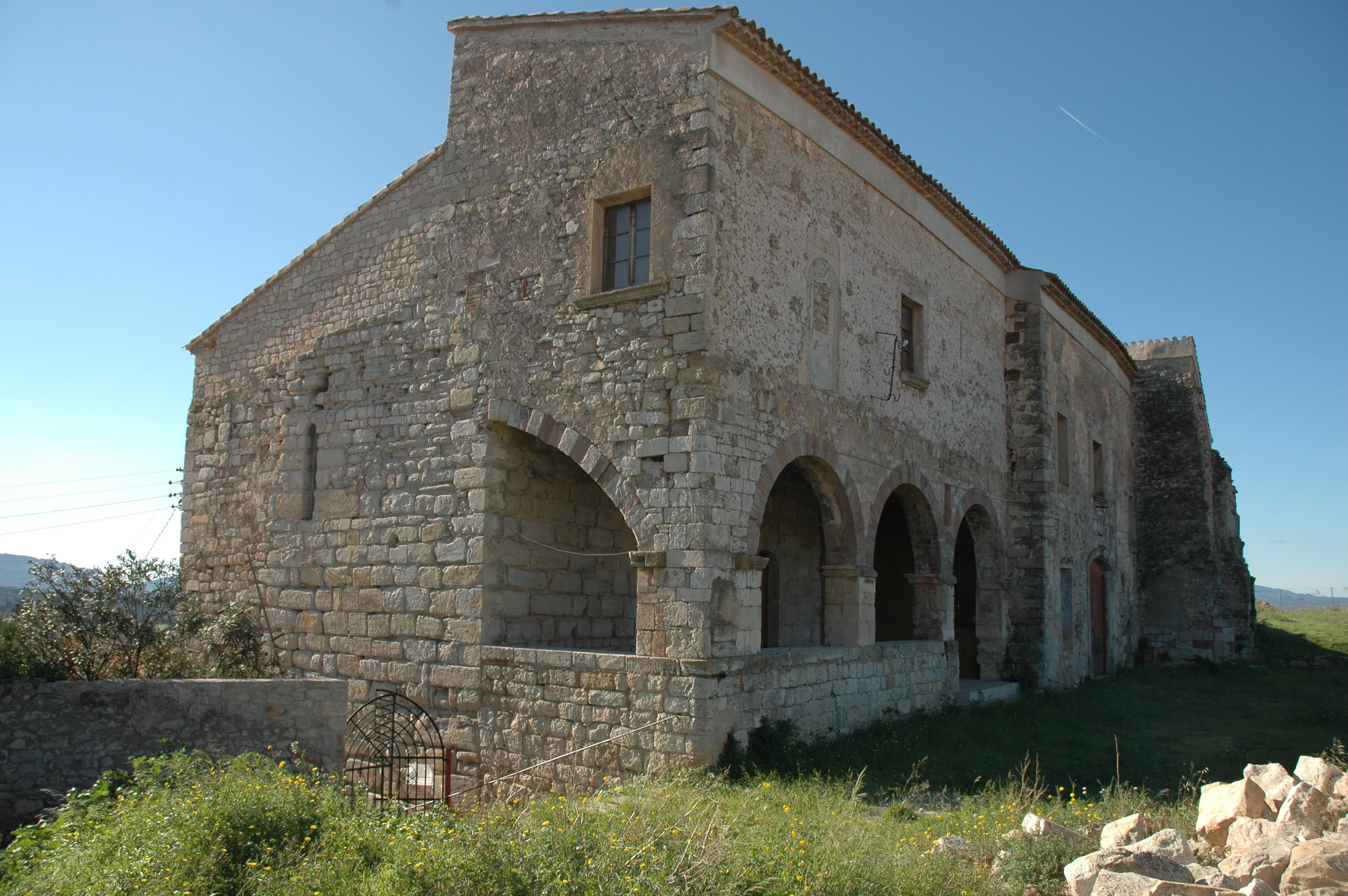
Castillo de Barberá
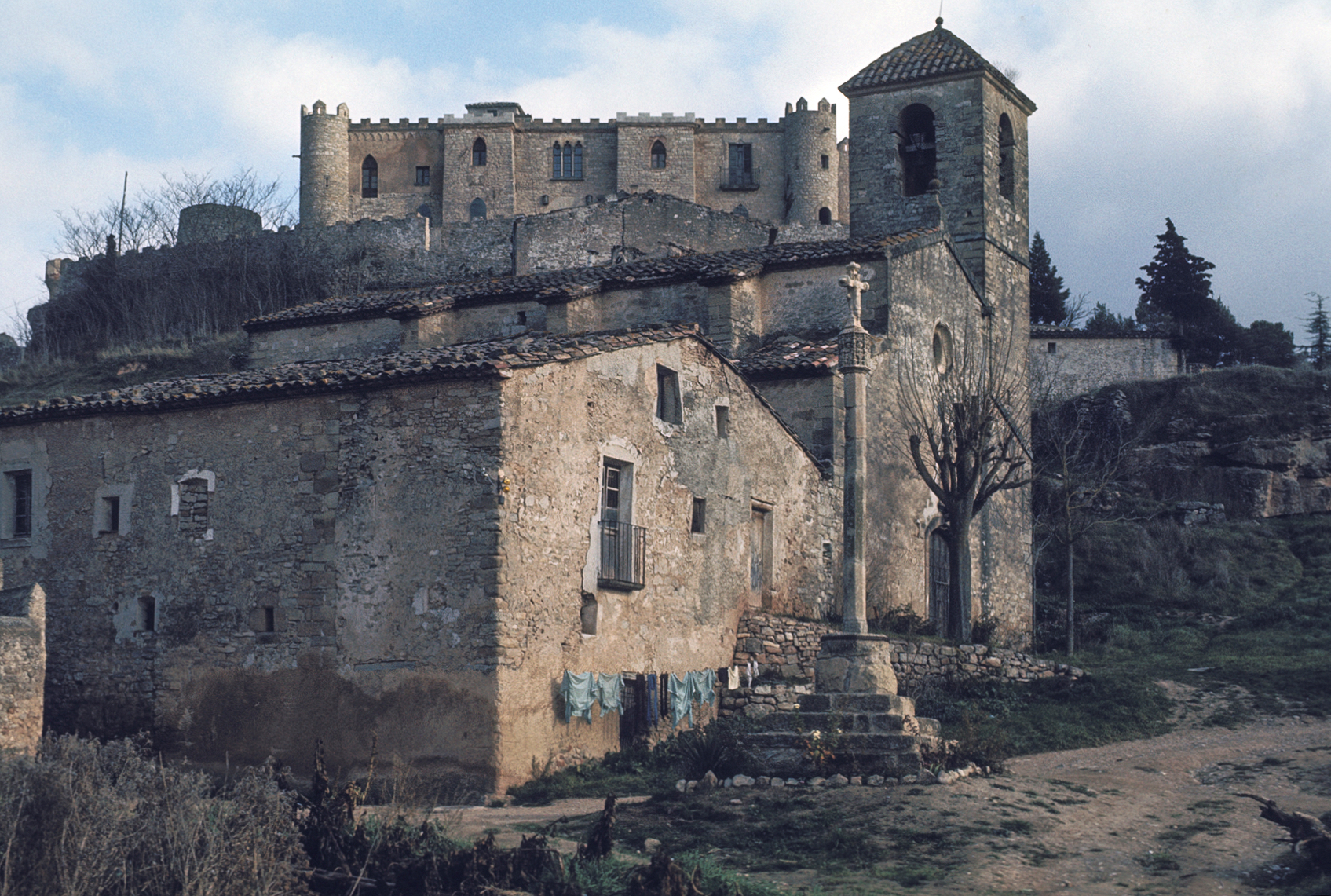
Abadía, iglesia y castillo de Biure de Gayá

### Ruta de las bodegas modernistas
Son bodegas construidas en la época del modernismo y que suponen un incremento artístico e histórico en el patrimonio de la comarca. Se sitúan en Rocafort de Queralt, Solivella, Blancafort, Vimbodí, Espluga de Francolí, Montblanch, Barbará y Sarral.

## Municipios
| Municipio                                | Población | Municipio                                   | Población |
| ---------------------------------------- | --------- | ------------------------------------------- | --------- |
| Barbará (Barberà de la Conca)            | 488       | Blancafort                                  | 421       |
| Conesa                                   | 133       | Espluga de Francolí (L'Espluga de Francolí) | 3814      |
| Forés (Forès)                            | 62        | Las Pilas (Les Piles)                       | 191       |
| Llorac (Llorac)                          | 141       | Montblanch (Montblanc)                      | 6632      |
| Pasanant (Passanant i Belltall)          | 205       | Pira                                        | 478       |
| Pontils                                  | 142       | Rocafort de Queralt                         | 264       |
| Santa Coloma de Queralt                  | 2991      | Sarral                                      | 1503      |
| Savallá del Condado (Savallà del Comtat) | 73        | Senan                                       | 39        |
| Solivella                                | 567       | Vallclara                                   | 117       |
| Vallfogona de Riucorb                    | 177       | Vilanova de Prades                          | 155       |
| Vilavert (Vilaverd)                      | 437       | Vimbodí (Vimbodí i Poblet)                  | 1054      |